# Carina Aulenbrock
Carina Aulenbrock est une joueuse allemande de volley-ball née le 22 septembre 1994 à Bad Laer. Elle mesure 1,93 m et joue au poste d'attaquante. Elle totalise 10 sélections en équipe d'Allemagne.

## Clubs
| Club              | De        | À         |
| ----------------- | --------- | --------- |
| SV Bad Laer       | 2004-2005 | 2009-2010 |
| VC Olympia Berlin | 2010-2011 | 2012-2013 |
| Schweriner SC     | 2013-2014 | 2014-2015 |
| NawaRo Straubing  | 2015-2016 | …         |

## Palmarès
- Ligue européenne
  - Finaliste : 2014.